# Campeonato Europeo Sub-16 de la UEFA 1985
El Campeonato Europeo Sub-16 de la UEFA 1985 se llevó a cabo en Hungría del 17 al 26 de mayo y contó con la participación de 16 selecciones juveniles de Europa provenientes de una fase eliminatoria.
Unión Soviética venció en la final a Grecia para conseguir su primer título del evento.

## Participantes
| - Bulgaria - Alemania Democrática - Francia - Grecia - Hungría | - Islandia - Italia - Países Bajos - Noruega - Portugal - Escocia | - Unión Soviética - España - Suecia - Alemania Federal - Yugoslavia |

## Fase de grupos

### Grupo A
| País             | J | G | E | P | GF | GC | GD | Pts |
| ---------------- | - | - | - | - | -- | -- | -- | --- |
| Unión Soviética  | 3 | 3 | 0 | 0 | 6  | 1  | +5 | 6   |
| Alemania Federal | 3 | 1 | 1 | 1 | 3  | 3  | 0  | 3   |
| Hungría          | 3 | 1 | 0 | 2 | 2  | 3  | -1 | 2   |
| Portugal         | 3 | 0 | 1 | 2 | 1  | 5  | -4 | 1   |

| Equipo 1         | Resultado | Equipo 2         |
| ---------------- | --------- | ---------------- |
| Unión Soviética  | 2-0       | Hungría          |
| Alemania Federal | 1-1       | Portugal         |
| Portugal         | 0-2       | Hungría          |
| Unión Soviética  | 2-1       | Alemania Federal |
| Portugal         | 0-2       | Unión Soviética  |
| Hungría          | 0-1       | Alemania Federal |

### Grupo B
| País       | J | G | E | P | GF | GC | GD | Pts |
| ---------- | - | - | - | - | -- | -- | -- | --- |
| España     | 3 | 1 | 2 | 0 | 4  | 0  | +4 | 4   |
| Suecia     | 3 | 2 | 0 | 1 | 8  | 7  | +1 | 4   |
| Yugoslavia | 3 | 1 | 1 | 1 | 2  | 3  | -1 | 3   |
| Italia     | 3 | 0 | 1 | 2 | 2  | 6  | -4 | 1   |

| Equipo 1   | Resultado | Equipo 2   |
| ---------- | --------- | ---------- |
| Yugoslavia | 1-0       | Italia     |
| Suecia     | 0-4       | España     |
| Yugoslavia | 1-3       | Suecia     |
| Italia     | 0-0       | España     |
| Suecia     | 5-2       | Italia     |
| España     | 0-0       | Yugoslavia |

### Grupo C
| País                 | J | G | E | P | GF | GC | GD | Pts |
| -------------------- | - | - | - | - | -- | -- | -- | --- |
| Alemania Democrática | 3 | 1 | 2 | 0 | 2  | 1  | +1 | 4   |
| Noruega              | 3 | 1 | 2 | 0 | 1  | 0  | +1 | 4   |
| Bulgaria             | 3 | 1 | 0 | 2 | 4  | 4  | 0  | 2   |
| Países Bajos         | 3 | 0 | 2 | 1 | 3  | 5  | -2 | 2   |

| Equipo 1             | Resultado | Equipo 2             |
| -------------------- | --------- | -------------------- |
| Noruega              | 1-0       | Bulgaria             |
| Países Bajos         | 1-1       | Alemania Democrática |
| Alemania Democrática | 1-0       | Bulgaria             |
| Noruega              | 0-0       | Países Bajos         |
| Alemania Democrática | 0-0       | Noruega              |
| Bulgaria             | 4-2       | Países Bajos         |

### Grupo D
| País     | J | G | E | P | GF | GC | GD  | Pts |
| -------- | - | - | - | - | -- | -- | --- | --- |
| Grecia   | 3 | 3 | 0 | 0 | 9  | 1  | +7  | 6   |
| Francia  | 3 | 2 | 0 | 1 | 7  | 2  | +5  | 4   |
| Escocia  | 3 | 1 | 0 | 2 | 3  | 5  | -2  | 2   |
| Islandia | 3 | 0 | 0 | 3 | 0  | 10 | -10 | 0   |

| Equipo 1 | Resultado | Equipo 2 |
| -------- | --------- | -------- |
| Escocia  | 2-0       | Islandia |
| Grecia   | 2-0       | Francia  |
| Francia  | 4-0       | Islandia |
| Grecia   | 2-0       | Escocia  |
| Islandia | 0-4       | Grecia   |
| Francia  | 3-0       | Escocia  |

## Fase final
|  | Semifinales          | Semifinales          |   |                      | Final                | Final |  |
|  |                      |                      |   |                      |                      |       |  |
|  |                      |                      |   |                      |                      |       |  |
|  | Budapest, 24 de mayo |                      |   |                      |                      |       |  |
|  | España               | 0 (3)                |   |                      |                      |       |  |
|  | Grecia (p.)          | 0 (4)                |   |                      |                      |       |  |
|  |                      |                      |   |                      |                      |       |  |
|  |                      |                      |   |                      | Budapest, 26 de mayo |       |  |
|  |                      |                      |   |                      | Grecia               | 0     |  |
|  |                      | Unión Soviética      | 4 |                      |                      |       |  |
|  |                      |                      |   |                      |                      |       |  |
|  |                      |                      |   |                      |                      |       |  |
|  |                      |                      |   |                      | Tercer lugar         |       |  |
|  | Budapest, 24 de mayo | Budapest, 24 de mayo |   | Budapest, 26 de mayo | Budapest, 26 de mayo |       |  |
|  | Unión Soviética      | 5                    |   | Alemania Democrática | 0                    |       |  |
|  | Alemania Democrática | 3                    |   |                      | España               | 1     |  |

## Campeón
| Eurocopa Sub-16 1985          |
| ----------------------------- |
| Bandera de la Unión Soviética |
| Unión Soviética 1º Título     |